# Solomon Linda
Solomon Linda (Dél-afrikai Köztársaság, 1909 – Soweto, 1962. szeptember 8.) dél-afrikai zenész, énekes és dalszerző, aki leginkább a The Lion Sleeps Tonight című dalával vált mind a mai napig ismertté. A dal a Ladysmith Black Mambazo énekegyüttes felvételével indult el az örökzöldek felé vezető úton.

## Pályakép
Solomon Popoli Linda Pomeroy közelében született. Anyja többnyire munkanélküli volt. Linda megismerte a környék bennszülött nyelvein elterjedt esküvői dalhagyományokat. A Gordon Memorial missziós iskolába járt, ahol hatott rá a nyugati zenei kultúra is. Az Egyesült Államokból Dél-Afrikába eljutott új zene elemeit beillesztette azokba a zulu dalokba, amelyeket barátaival esküvőkön és más ünnepeken énekeltek.

## Lemezek
- Images Of Africa – Volume 16 Spirit Of The Marimbas (Unknown)
- Sounds Of Afrika! (2006)
- Great Black Music Roots (1927-1962) (2014)